# Hönig (Ruppertshofen)
Hönig (bis ins 19. Jahrhundert auch Höneck) ist ein Teilort der Gemeinde Ruppertshofen im Ostalbkreis im östlichen Baden-Württemberg.

## Geographie

### Lage

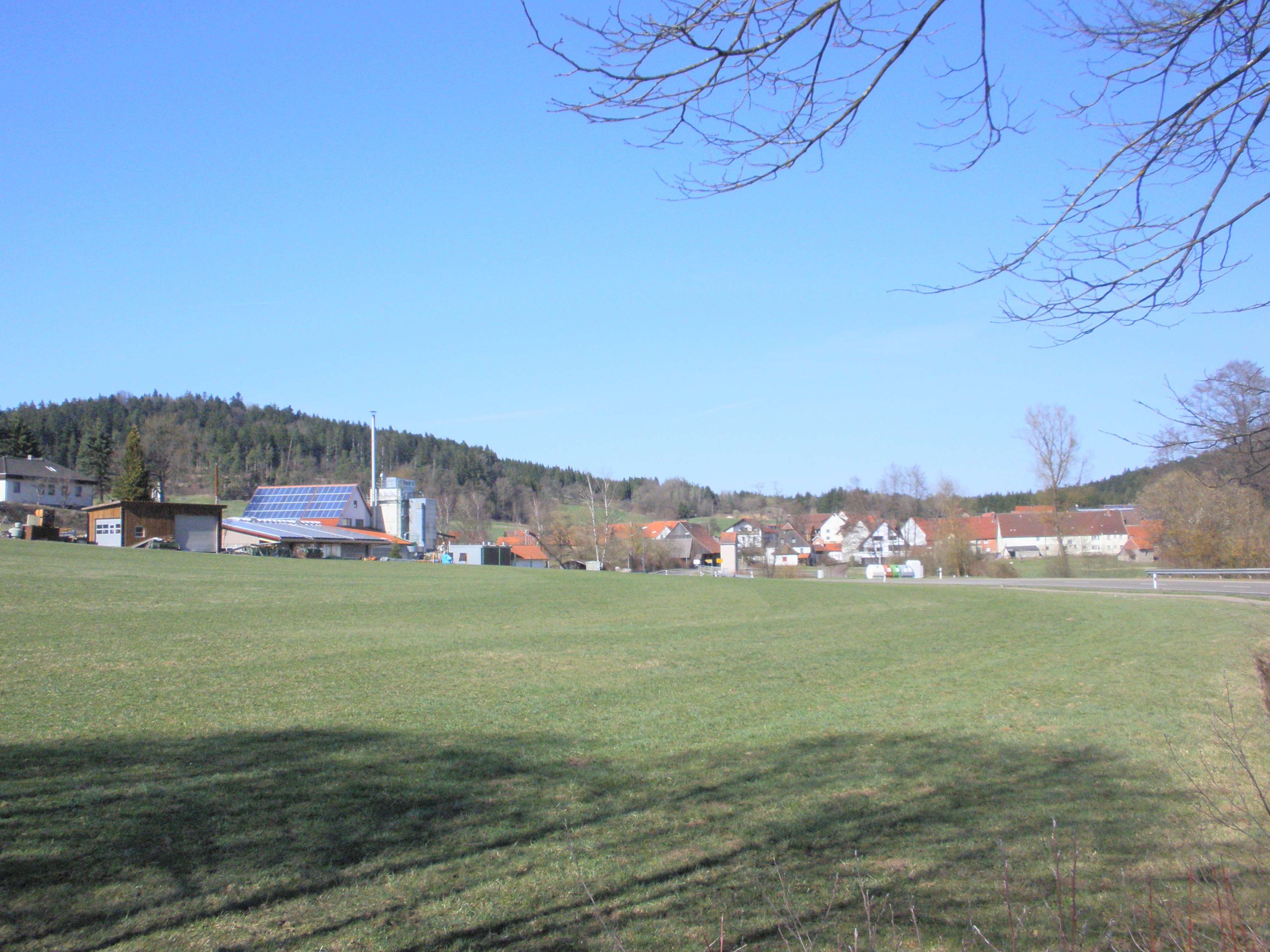
Höniger Mühle (links) und Hönig, Blickrichtung Ost

Hönig liegt im recht breiten Auental der südöstlich heranfließenden „Gschwender“ Rot, der dicht unterhalb des Ortes auf 429 m ü. NN von links und Nordosten der Auerbach zuläuft, worauf sie südlich weiterläuft und die Frickenhofer Höhe im Osten mit dem Gemeinde-Hauptort Ruppertshofen (511 m ü. NN) im Osten von der nächsten Liasplatte des Welzheimer Waldes im Westen um Spraitbach trennt.
Der größere Teil der Ortschaft liegt im Mündungswinkel auf dem flachen Talboden oder am unteren Hangfuß des Mündungssporns auf höchstens 445 m ü. NN. Der kleinere mit der Hönigmühle und ein paar anderen Gebäuden steht zwischen einem linken Mühlkanal der zulaufenden Rot und dieser selbst bzw. sogar rechts dieser auch am Hangfuß. Hönig ist vom Hauptort Ruppertshofen etwa 1½ km in nordwestlicher Richtung entfernt, Gschwend liegt etwa 6 km im Nordwesten, Spraitbach weniger als 3 km im Westsüdwesten (jeweils Luftlinie).
Zur Gemarkung Hönig gehören die Wohnplätze Bittelhof, Boschenhof, Fuchsreute, Krebenhaus, Lettenhäusle und Ulrichsmühle.

## Geschichte
Nach der Erstbesiedlung von Ruppertshofen, Ilgertshofen, Tonolzbronn, Steinenbach und Hönig durch Dienstmannen des Königs erbaute ein Dienstmann mit königlicher Erlaubnis um 1100 n. Chr. die Hönigmühle. Im Laufe der Jahrhunderte wechselte die Hönigmühle mehrfach den Besitzer und wurde ab 1696, als Ulrich Barth die Hönigmühle übernahm, Ulrichsmühle genannt. Die Bedeutung der Mühle als Mahl- und Sägemühle wuchs, als ungefähr 100 Jahre später rodungsfreie Bauern der Weibelhube ihre Höfe errichteten. Die Hönigmühle war anfangs ein Lehen der Schenken von Limpurg. In den Morgenstunden des 5. Mai 1812 brannte die ursprüngliche Ulrichsmühle vollständig ab, wobei die Familie in den Flammen umkam.
Die einzelnen Besitzrechte im Ort wechselten häufig. So hatten die Schenken von Limpurg, das Kloster Lorch, die Reichsstadt Schwäbisch Gmünd, das Dominikanerinnenkloster Gotteszell oder die Herren von Rechberg-Heuchlingen Eigentum und Rechte in Hönig.
1360 verkaufte Heinrich von Rechberg-Heuchlingen zusammen mit dem Kirchsatz in Spraitbach und Zimmerbach seinen großen und kleinen Zehnten in Hönig an das Kloster Gotteszell.
Die Kaplanei Maria Magdalena in der Heilig-Kreuz-Kirche zu Schwäbisch Gmünd kaufte 1418 ein Gut in Hönig.
1552 wurden die beiden zur Weibelhube gehörenden Güter in sieben Güter aufgeteilt. Limpurg kaufte 1556 der Reichsstadt Schwäbisch Gmünd zwei Güter und 1557 deren restlichen Rechte im Ort ab. Zwei weitere Güter erwarben die Schenken von Limpurg 1567 von Ulrich von Rechberg. Dem Kloster Gotteszell gehörten Bittelhof und die Ulrichsmühle. Den Herren von Limpurg-Gaildorf gehörte ein Teil des kleinen Zehnten, ein anderer Teil gehörte der Pfarrei Spraitbach, die auch die Rechte über alle Zehnten des Boschenhofs verfügte.
1785 hatte Limpurg 36 Untertanen im Ort. 1807 gehörten 78 Einwohner in die Weibelhube, 12 ins Klosteroberamt Lorch und 6 zu Gmünd.
Nachdem Württemberg die Herrschaft in diesem Gebiet übernommen hatte, wurden Hönig und die umgebenden Gehöfte zunächst dem Oberamt Gmünd zugeordnet, aber bereits am 26. April 1808 dort ausgegliedert und dem Oberamt Gaildorf eingegliedert. Bei Lettenhäusle und Boschenhof verlief die Oberamtsgrenze. Kirchenrechtlich blieb Hönig aber mit Boschenhof, Steinenbach und Hönigmühle eine Filiale der Pfarrei Spraitbach im Oberamt Gmünd.
1844 wurde mit dem Bau der Straße von Ruppertshofen nach Spraitbach begonnen. Der Verlauf wurde durch Hönig gelegt, wodurch der kleine Ort erstmals Anschluss an eine befestigte Straße erhielt.
In der Mitte des 19. Jahrhunderts lebten in Hönig und Krebenhaus zusammen 193 Einwohner. Hinzu kamen 19 Einwohner des Bittelhofs, 15 der Ulrichsmühle, 14 in Lettenhäusle und 7 Einwohner der Fuchsreute. Die Mehrzahl der Einwohner waren Protestanten, lediglich 17 Katholiken wurden in Lettenhäusle und Fuchsreute gezählt, die damals noch als eigenständige Wohnplätze von Ruppertshofen galten.
Mit der Kreisreform 1938 kam Hönig zum Landkreis Schwäbisch Gmünd.
Gegen Ende des Zweiten Weltkriegs war in Hönig kurzzeitig eine Fernsprechabteilung der Wehrmacht stationiert. Ab Anfang April 1945 wurde der kleine Ort öfter das Ziel von Tieffliegerangriffen, die von der Bevölkerung als „Kuhjagden“ bezeichnet wurden. Am 19. April 1945 wurde in Hönig der Volkssturm einberufen, dem Aufruf wurde aber nicht mehr Folge geleistet. Selben Tags noch erschienen US-amerikanische Truppen am Ortseingang. Die französische Kriegsgefangenen in Hönig verbürgten sich für die Einwohner, so dass der Ort kampflos besetzt wurde. Als am 20. April 1945 die bei der Baustelle der geplanten Startbahn bei Steinenbach zurückgelassenen Maschinen und Fahrzeuge gesprengt wurden, wurden unbeabsichtigt auch einige Strommasten zerstört. Dadurch fiel das Pumpwerk Hönig aus. Ruppertshofen und seine Umgebung blieben daraufhin mehrere Wochen ohne Wasserversorgung.
Die Gemeinde Ruppertshofen wehrte sich 1980 erfolgreich gegen ein vom Wasserverband Kocher-Lein im Auerbachtal geplantes Rückhaltebecken.

## Wirtschaft und Infrastruktur
An größeren Betrieben haben sich hier ein Sägewerk, ein Holzabbundbetrieb und zwei Holz weiterverarbeitende Betriebe angesiedelt.

### Verkehr
Durch Hönig verläuft aus Gschwend im Nordwesten kommend die Kreisstraße K 3253 über Ruppertshofen nach Leinzell. Von ihr zweigt im Ort die K 3254 nach Spraitbach ab, wo sie die B 298 erreicht. Niederrangigere Straßen führen zu verstreuten Höfen in der Umgebung.
Eine Linie der FahrBus Gmünd verbindet den Ort mit Schwäbisch Gmünd und Gaildorf.

## Kultur und Sehenswürdigkeiten

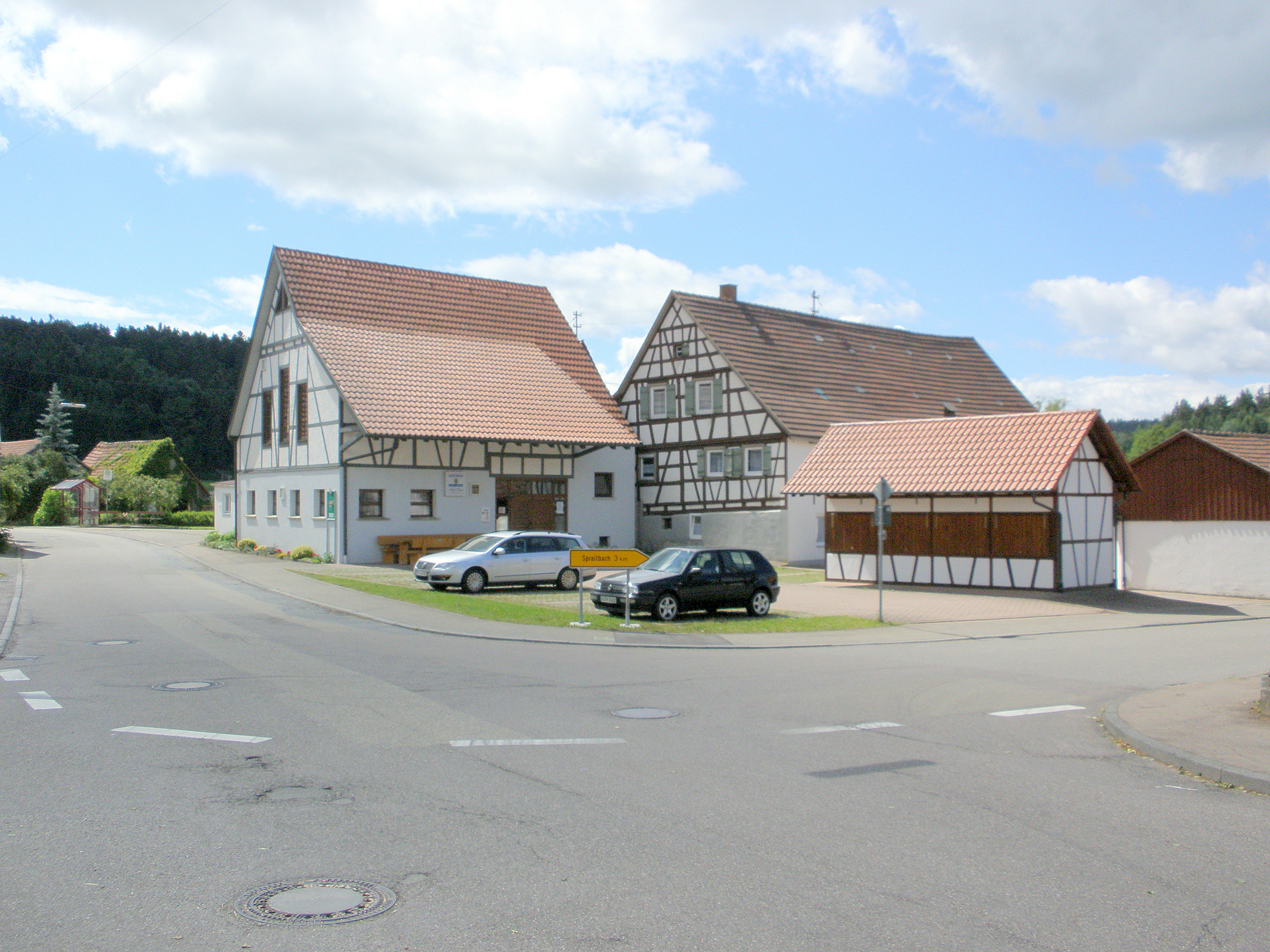
Dorfhaus Hönig

Die Einwohner von Hönig haben sich 1989 zur Dorfgemeinschaft Hönig zusammengeschlossen. Gemeinsam betreiben sie das Dorfhaus Hönig, das am Mittwoch und Sonntag geöffnet hat. Der ehemalige Stall wurde von der Dorfgemeinschaft in ehrenamtlichen Arbeitsstunden zum heutigen Dorfhaus umgebaut und am 10. Februar 1995 offiziell eingeweiht.
Hönig ist eine Etappe auf dem 147 km langen Radwanderweg „Idyllische Straße“.
Durch Hönig führt auch eine Rundtour des Radwegs Grüner Pfad – Rund ums Leintal und Frickenhofer Höhe. Er lässt sich in insgesamt sechs Rundkurse unterteilen, die so ausgewählt sind, dass immer wieder Zwischenstopps eingelegt werden können. Entlang des Grünen Pfades sind rund 50 Infotafeln aufgestellt. Zentraler Startpunkt ist in Ruppertshofen am Berufsvorbereitungswerk Ostalb oder am Sportplatz.
Ein Wanderweg des Schwäbischen Albvereins führt an der Rot entlang durch den Ort in Richtung Schwäbisch Gmünd.
Motto: "En Schleachdbach gibt's reachds Sach. En Birgalaoh ao. En Heenig recht weenig."